# 必列者士街

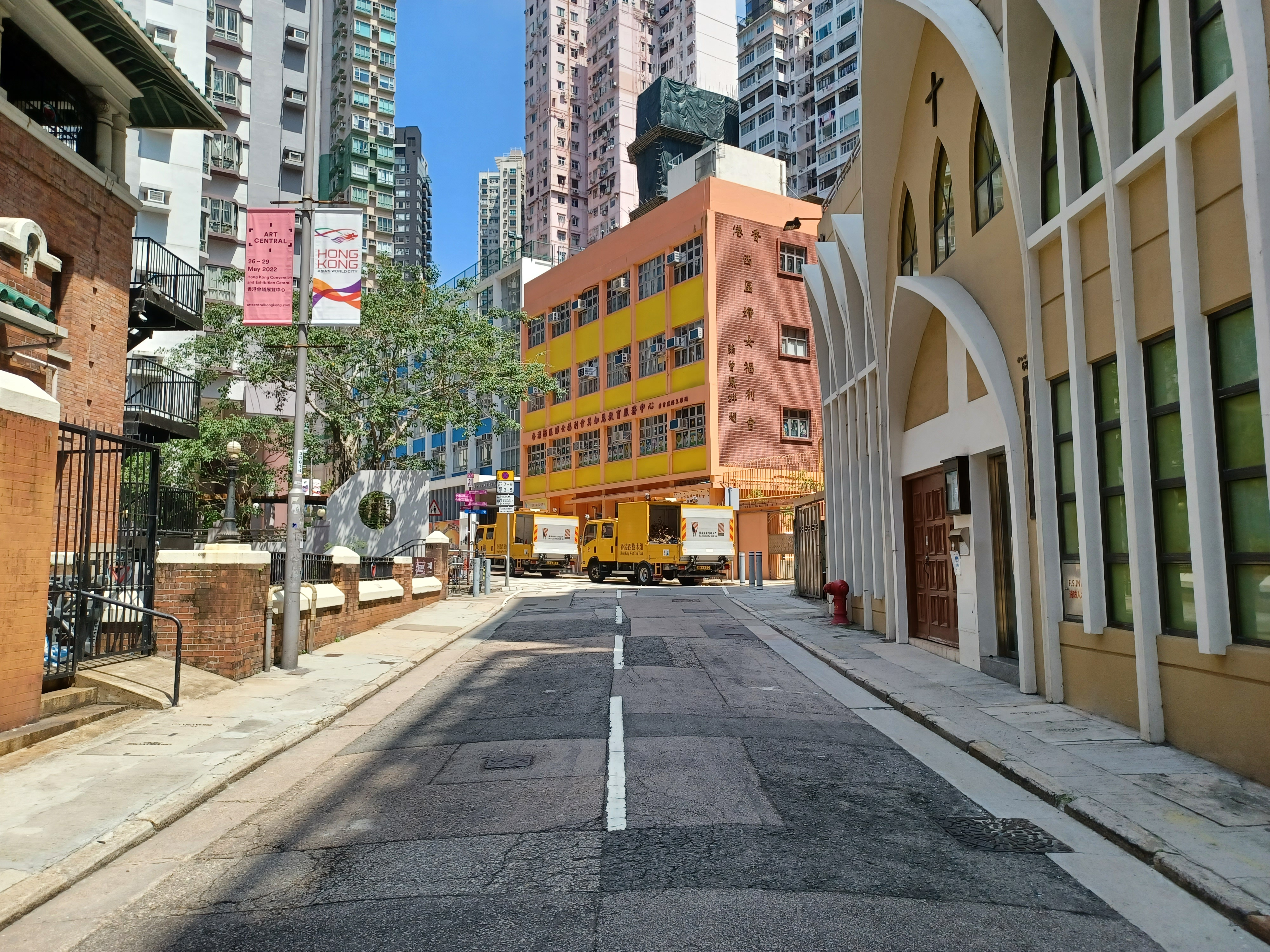
必列者士街近香港中華基督教青年會必列者士街會所

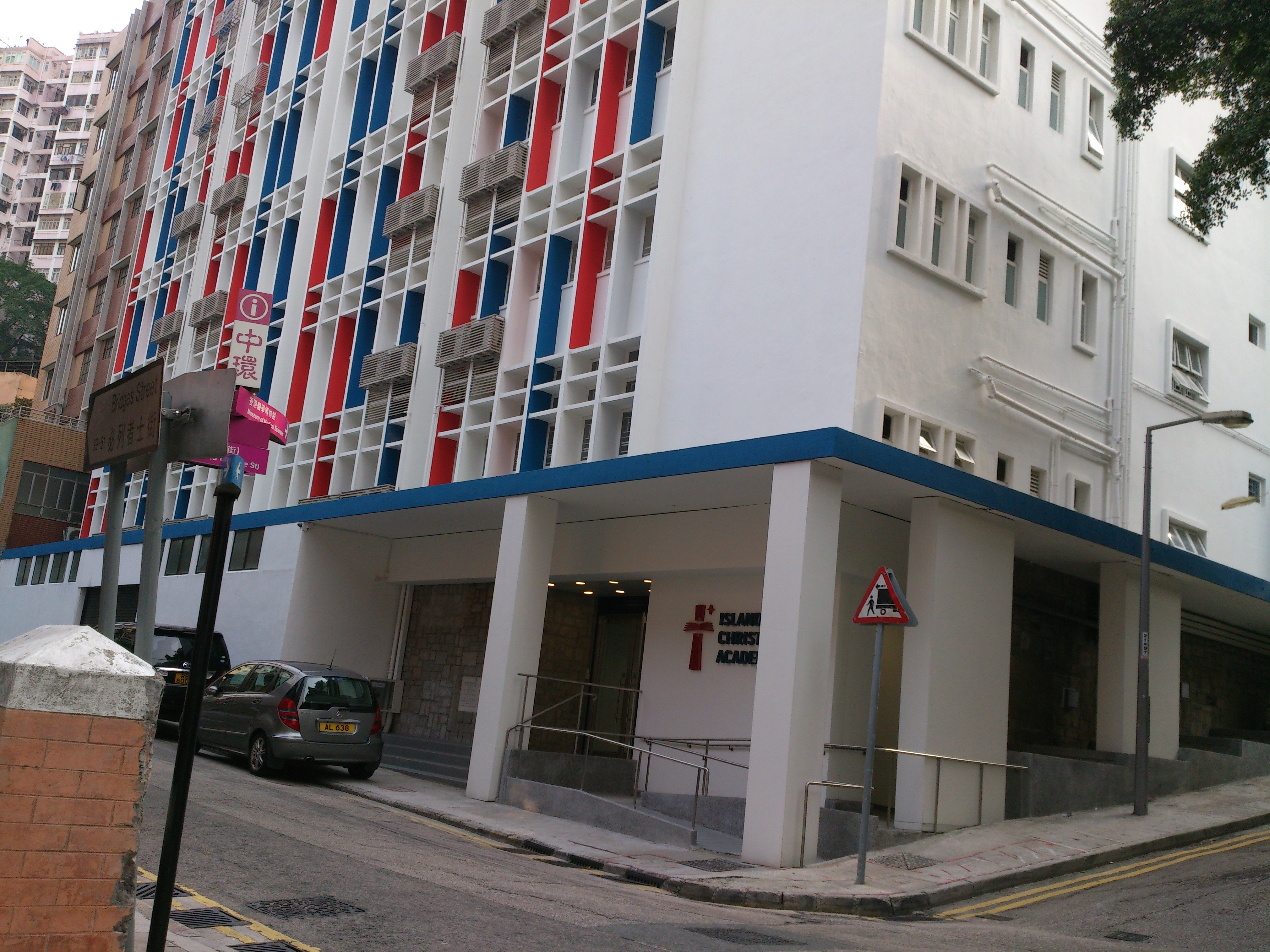
位於必列者士街盡頭的國際學校Island Christian Academy（小學），前身是中華基督教青年會中學

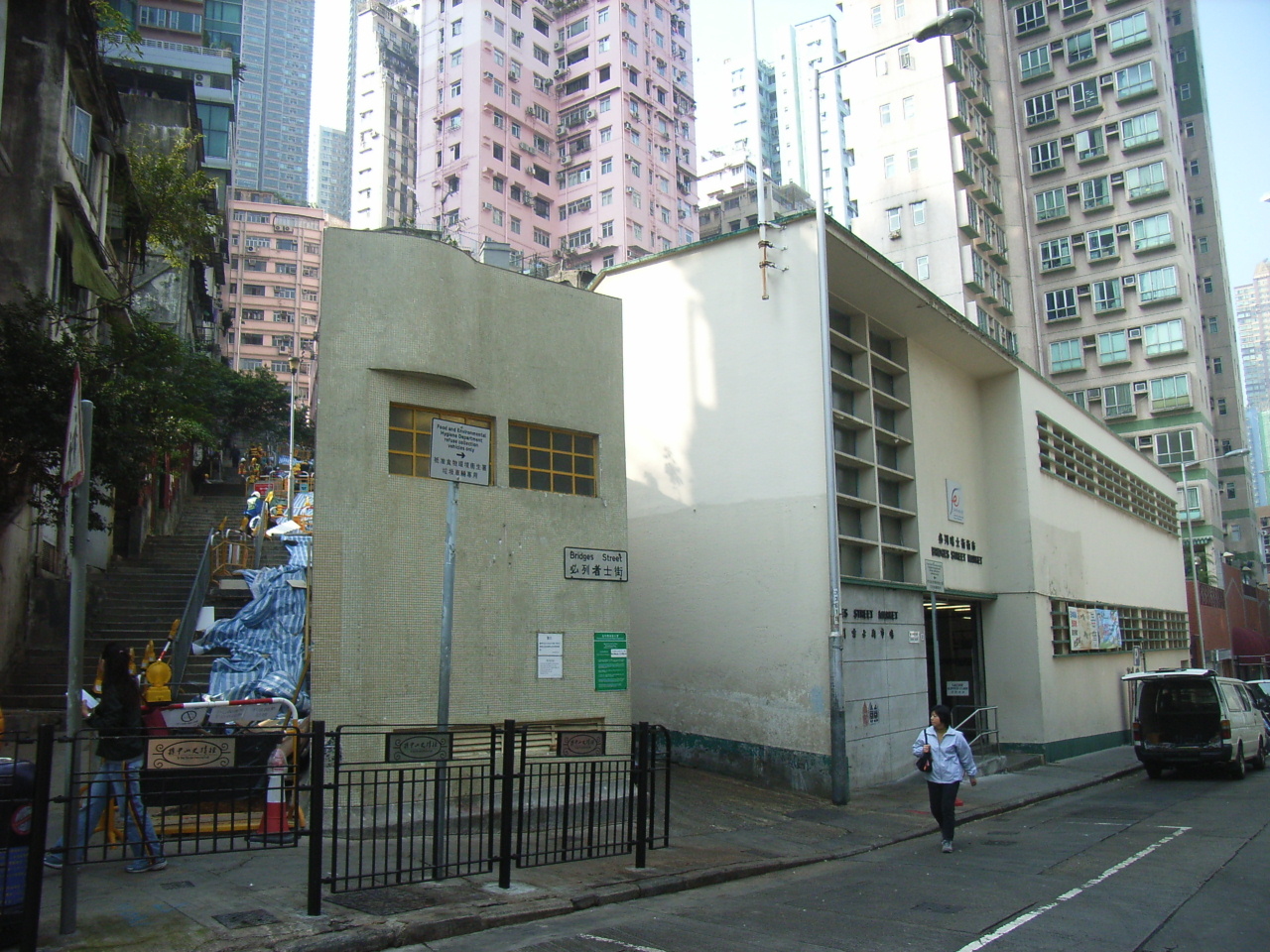
位於必列者士街2號的必列啫士街街市，前身是孫中山洗禮入教的地方，門前有孫中山史蹟徑介紹。現在活化為香港新聞博覽館

必列者士街（英語：Bridges Street，簡稱必街）是位於香港上環的一條街道，全長330米，單線雙向行車，東端與士丹頓街及城皇街交匯，西至四方街與居賢坊之交匯點止。必列者士街的西端有一道樓梯，跟太平山街交接，所以行車道至此成為堀頭路，駕車人士必須駛回鴨巴甸街，才可以回到荷李活道。以前為卅間的社區核心。

## 命名
必列者士街的街名源自香港的一位律政司必列者士。必列者士在1851年來到香港，成立的近律師事務所，之後被任命為律政司。

## 歷史
「卅間」的名源自該處昔日有三十間屋而得名。自二戰之前，該區已是來自潮汕和海陸豐的貧民聚居之地，每年農曆七月都會進行盂蘭勝會。

## 沿路建築
- 必列啫士街街市
  - 香港新聞博覽館
- 聚賢居
- 雍翠台
- 東盛台（東華三院物業）
- 英皇書院同學會小學
- 香港西區婦女福利會
- 樓梯街
- 中華基督教會公理堂 (必列者士街)
- 香港中華基督教青年會必列者士街會所
- 前中華基督教青年會中學校舍，經翻修後，現在是國際學校Island Christian Academy的校舍。
- 水池巷
- 新會商會學校

## 註腳
1. ↑  . 飲食男女.
2. ↑  .   [2007-03-08]. （原始内容存档于2007-12-24）.

## 外部連結
- 必列者士街地圖 （页面存档备份，存于）
- 香港中華基督教青年會網址

22°17′01″N 114°09′00″E / 22.283701°N 114.150003°E